# Glyptocephalus
Glyptocephalus — рід камбалоподібних риб родини камбалових (Pleuronectidae). Рід поширений на півночі Атлантики та півночі Тихого океану.

## Класифікація
Рід містить три види:
- Рід Glyptocephalus

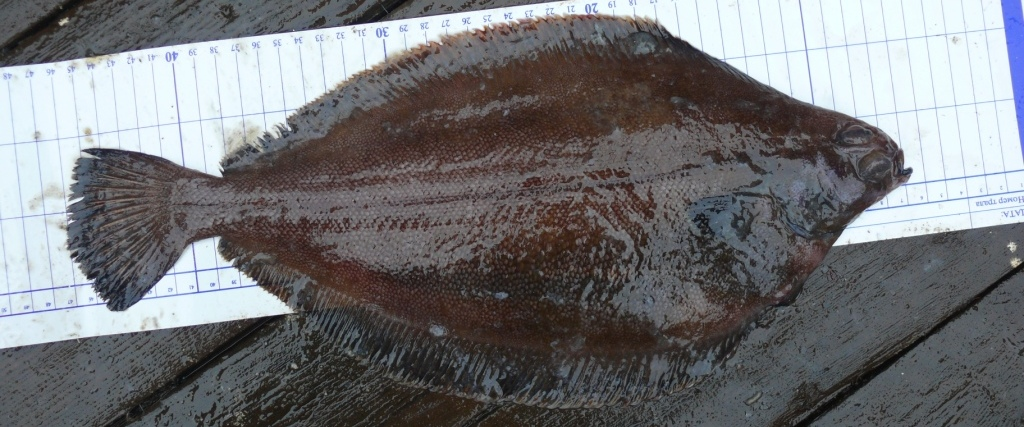
Glyptocephalus stelleri

  - Glyptocephalus cynoglossus (Linnaeus, 1758)
  - Glyptocephalus stelleri (Schmidt, 1904).
  - Glyptocephalus zachirus (Lockington, 1879).